# 名宦祠

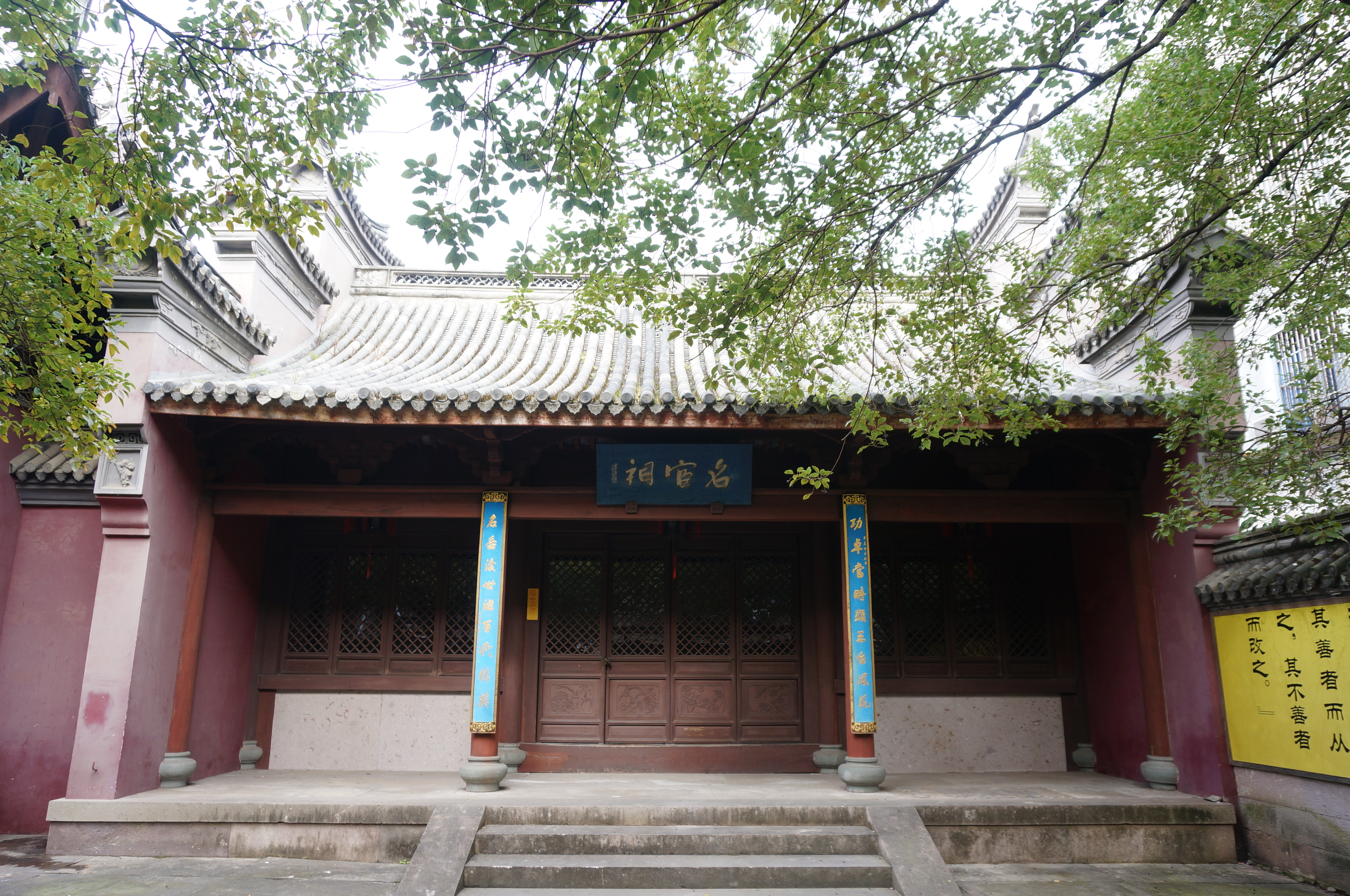
位于台州府文庙内的名宦祠

名宦祠，孔庙建筑群中重要组成部分之一。名宦祠用以祭祀有政績的地方官。

## 简介
名宦祠大多位于孔庙大成门外，东为“名宦祠” ，西为“乡贤祠”。

## 历史
洪武二年(1639年)，明太祖朱元璋下詔文廟附祭鄉賢名臣，即出身當地的有名官員，於是從明初開始很多廟學都建起了“名宦祠”。清朝在順治初年即通令各直省府州縣，在各自的孔廟設立“名宦祠”與“鄉賢祠”。